# 마르생 백작 페르디낭
마르생 백작 페르디낭(Ferdinand, comte de Marsin 혹은 Marchin, 1656년 2월 10일 - 1706년 9월 9일)는 프랑스 장군이자 외교관이며, 1703년 프랑스 원수가 되었다.

## 생애
마르생은 리에주에서 신성로마제국의 중장이던 그랑빌 백작 요한 가스파르 페르디낭 드 마르생(John Gaspar Ferdinand de Marchin, Comte de Granville)과 마리 드 발자크 디트랑겐(Marie de Balzac d'Entragues)의 아들로 태어났다.
루이 14세를 섬긴 마르생은 플랑드르 전선에서 쟁다르맹의 지휘관이 되어 종군하여 1688년 준장이 되었다. 1690년 플뢰뤼스 전투 (1690년)에서 부상을 입었다. 1693년 육군 소장(Maréchal de camp)이 되면서 대동맹 전쟁에서 네르빈덴 전투와 샤를루아 공성전에서 한축을 담당했다. 1695년 기병장군이 되었고, 뒤이어 중장이 되었다. 1701-1702년 마르생은 프랑스 대사로써 스페인에 보내졌다.
스페인 왕위계승전쟁에서 루차라 전투에 참가했다. 프랑스로 돌아온 후 아르의 총독이 되었다. 1703년 마르생은 슈파이어 전투 이후 원수가 되었다. 1704년 블렌하임 전투에서 탈라르와 함께 전투를 지휘했으나, 사보이 공작 외젠과 말버러에게 결정적인 패배를 당하고 후퇴했다.
알자스에서 머물면서 사령관으로 복귀한 마르생은 오를레앙 공작과 함께 작전을 지휘해 피에몬테로 진출하였다. 1706년 투린 전투에서 패배하면서 심각한 부상을 입고 포로가 되었고 수감된 뒤 며칠 후 부상으로 인해 사망하고 말았다. 마르생은 매우 훌륭한 관리였으나 평범한 장군이었다.